# Zornige grüne Insel
Zornige grüne Insel (im Original Famine) ist ein irischer Roman über die Große Hungersnot in Irland. Das Werk des irischen Schriftstellers Liam O’Flaherty erschien erstmals 1937. Die deutsche Übersetzung von Herbert Roch wurde 1972 veröffentlicht und seitdem mehrfach neu aufgelegt.

## Inhalt
Das Werk beschäftigt sich mit der Großen Hungersnot in Irland der Jahre von 1849 bis 1852 aus der Sicht einer Familie.

### Handlung
Die Familie Kilmartin lebt in einem Cottage im Schwarzen Tal. Sie betreibt eine kleine Landwirtschaft, mit deren Erlösen sie die Pacht an die Britischen Großgrundbesitzer begleicht. Die Mitglieder der Familie selbst leben, wie so viele andere Iren auch von Kartoffeln und einem kleinen Garten. Nach und nach verbreiten sich Gerüchte, dass im Nachbartal die „Kartoffelpest“ Einzug gehalten habe.
„Es ist die seltsame Krankheit“, sagte sie, „von der die Leute reden, dass sie sich über das ganze Land ausbreitet und alles zerstört“ „Die Kartoffelpest?“, fragte Brian.,
Es lässt dann auch gar nicht lange auf sich warten, dass diese Pflanzenkrankheit auch das Schwarze Tal erreicht. Dank kleiner Rücklagen und Viehbeständen vermag die Familie diese Plage aber im ersten Jahr noch auszugleichen. Die Pacht konnte beglichen werden und ausreichend gesunde Kartoffeln für das Ausbringen im neuen Jahr waren auch vorhanden. Das neue Jahr kündigte sich dann auch gut an. Die Kartoffelpflanzen standen so erfolgversprechend wie noch nie in der Blüte.
Der alte Kilmartin war ganz begeistert. „Was habe ich immer gesagt?“ rief er, indem er eine kleine Schüssel voll Kartoffeln auf den Fußboden in der Küche ausschüttete. „Gott lässt uns nie lange hungern. Er schickt den Hunger nur, um uns an unsere Sünden zu erinnern. Doch sobald wir Buße tun, lässt er Reichtümer in unseren Schoß fallen.“,
Doch dann ereignete sich etwas Schreckliches. Der Himmel verdunkelte sich, es wetterte, starker Regen setzte ein und es wurde so kalt, wie im Winter. Eine dunkle Wolke senkte sich, Angst verbreitend über das Tal, Staubteilchen breiteten sich aus und es roch stark nach Schwefel. Hunde erinnerten sich ihrer wölfischen Vergangenheit und begannen zu heulen. Fast von einem Augenblick auf den nächsten war der Spuk vorbei, nur der schwefelige Geruch wollte nicht aus dem Tal weichen.
Die neue Ernte jedoch war infolgedessen hinüber. Die Engländer forderten weiterhin Getreide und Schlachtvieh als Pacht. Es kam zu Unruhen im Schwarzen Tal infolgedessen der Sohn der Familie in die Berge fliehen musste.
Geschildert wird, dass der Staat spät und nur unzureichend Hilfe für die Opfer dieser Katastrophe bot. Lediglich das aus Amerika kommende Maismehl und sinnlose Arbeitsbeschaffungsmaßnahmen sollten den Geschädigten Hilfe bringen. Aus England reisten so genannte Quäker ins Tal und verteilten Brot.
Viele Menschen wurden apathisch, viele Menschen starben. Hunde machten sich in ihrer Not über die Verstorbenen her und Menschen wiederum aßen Brennnesseln, Katz und Hund.
Die Schwiegertochter verließ letztendlich Haus, Hof und die Zurückbleibenden und fuhr zusammen mit ihrem Ehemann und einem Stück Mörtel in das gelobte Land jenseits des Atlantiks.

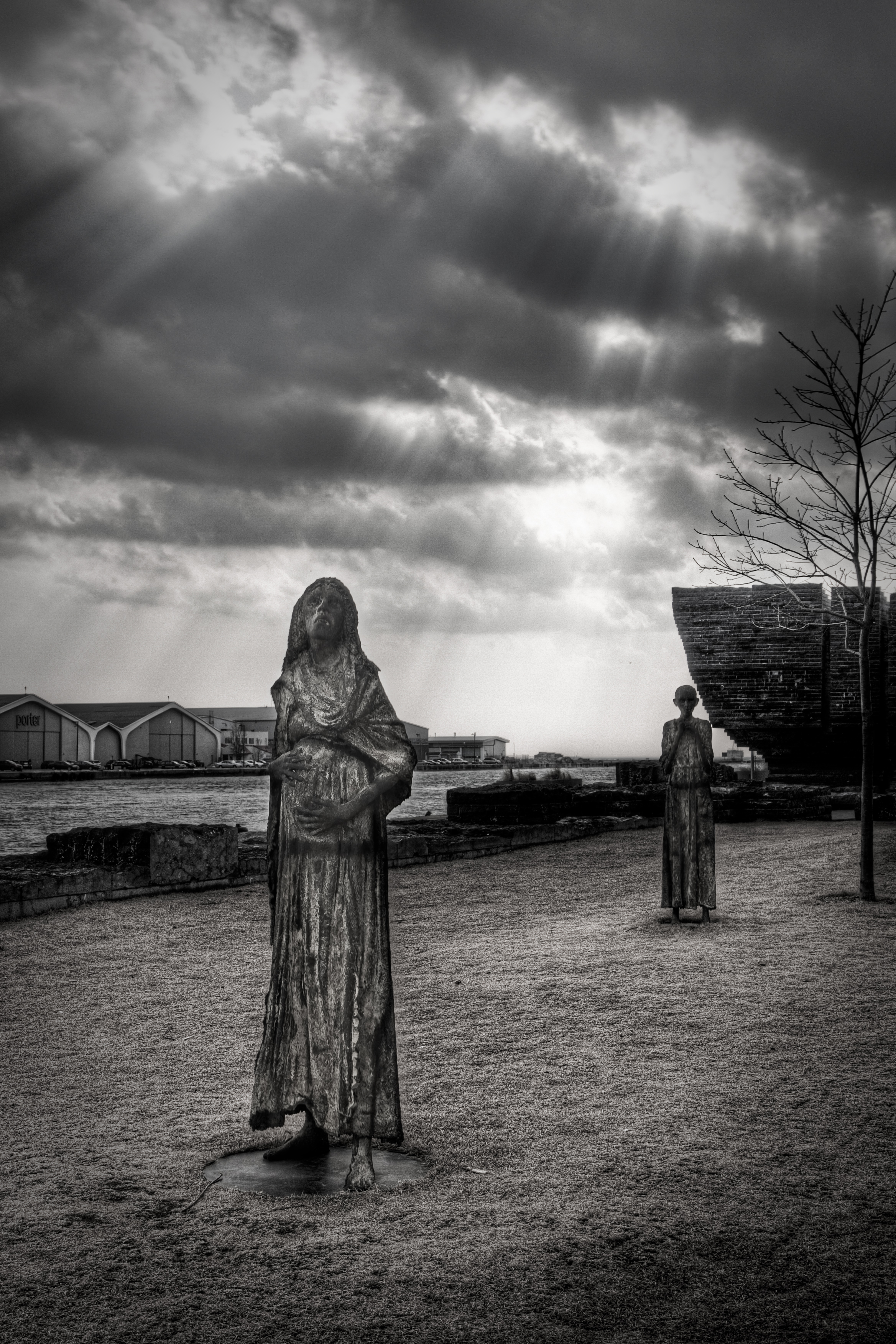
Die schwangere Frau, Irlandpark Toronto

Er starrte auf das Stückchen Mörtel und sagte: „Ich werde mir alle Mühe geben, seinem Namen keine Schande zu machen, dort draußen in der Neuen Welt.“

### Weltbild
Infolge der Plantations (Kolonisten aus dem Britischen Königreich eigneten sich Grund und Boden in Irland an) mussten die irischen Bauern bis zum Beginn des 20. Jahrhunderts Getreide und Schlachtvieh an Britische Großgrundbesitzer liefern. Sie selbst nutzten den verbleibenden Boden in Monokultur zur Anpflanzung von Kartoffeln und ernährten ihre Familien weitgehend damit.
Die Entdeckung der Kartoffel als Massennahrungsmittel hatte zu einem sprunghaften Anstieg der Bevölkerung (Verdopplung innerhalb von 40 Jahren) auf der Grünen Insel geführt.
Weit entfernt auf der indonesischen Insel Sumbawa brach 34 Jahre vorher der Vulkan Tambora mit einer Intensität von sieben (zweithöchste) aus (im Vergleich dazu die Pompeji-Eruption hatte die Intensität fünf). Dieser Vulkanausbruch hatte nachhaltigen Einfluss auf das Weltklima. Es liegt nahe, dass der Autor die Folgen des Vulkanausbruchs wie oben beschrieben in sein Werk einfließen ließ. Es kam 1816 zum Jahr ohne Sommer. Missernten waren in den darauf folgenden Jahren die Regel. Erst war Amerika betroffen, später auch Westeuropa (Württemberg und besonders die Zentralschweiz). Infolge der Monokultur mit Kartoffeln war Irland nahezu schutzlos dem aus Amerika kommenden, krank machenden Pilz ausgeliefert. Eine Ironie des Schicksals ist, dass Irland in den Jahren des Großen Hungers so viel Weizen wie vorher nie exportierte, während im Land die Menschen verhungerten oder das Weite suchten.
Das Land erreichte seither nie wieder die Bevölkerungszahlen wie vor der Katastrophe. Fast die Hälfte der Iren starben damals oder wanderten aus. Die Wurzeln des inneririschen Konfliktes lassen sich maßgeblich auf die Große Hungersnot zurückführen.

## Stellung in der Literaturgeschichte

### Einordnung ins Werk des Autors
Liam O’Flaherty war in den 1920er-Jahren einer der beliebtesten Autoren von Romanen und Kurzgeschichten in Irland. Einige seiner Geschichten wurden, vor allem in den späten 1930er-Jahren, verfilmt. Der berühmteste Film war Der Verräter von John Ford aus dem Jahr 1935, nach seinem Roman The Informer. Obwohl O’Flahertys Muttersprache Irisch war, schrieb er seine literarischen Werke überwiegend auf Englisch.
- Seinen ersten Roman veröffentlichte er bereits 1923. Obwohl einem bedeutenden keltischen Stamm angehörend, ergreift Flaherty in seinem Werk Partei für den „kleinen Mann“.

## Ausgaben
- Liam O’Flaherty: Zornige grüne Insel. Irische Saga. Diogenes Taschenbuch, Zürich 1987, Kap. 55, S. 434 (Große Hungersnot in Irland).
- Famine (englische Originalausgabe), Victor Gollancz, London 1937
- Das braune Segel, Safari-Verlag, 1942, Übersetzung Herbert Roch
- Das schwarze Tal, Dulk, 1952
- Hungersnot, Diogenes Zürich, 1965

Eine aktuelle Taschenbuchausgabe erschien bei Wolfhound Press, Dublin 1994, ISBN 0-86327-043-3.

### Zum Thema aus: Große Hungersnot in Irland
- Jonatha Ceely: Mina. Delacorte Press, New York 2004, ISBN 0-385-33690-X.
  - deutsche Übersetzung: Mina. Historischer Roman. Blanvalet, München 2004, ISBN 3-442-36102-8 (übersetzt von Elfriede Peschel).
- Ann Moore: Leaving Ireland. Putnam Penguin, New York 2002, ISBN 0-451-20707-6.
  - deutsche Übersetzung: Abschied von Irland. List, Berlin 2005, ISBN 978-3-471-79489-0 (Übersetzt von Franca Fritz und Heinrich Koop).
- Joseph O’Connor: Star of the sea. Farewell to Old Ireland. Vintage Press, London 2003, ISBN 0-09-946962-6.
  - deutsche Übersetzung: Die Überfahrt. Roman. S. Fischer Verlag, Frankfurt/M. 2003, ISBN 3-10-054012-3 (Übersetzt von Manfred Allié und Gabriele Kempf-Allié).

- Jörg Rademacher (Hrsg.), Alexander Somerville: Irlands großer Hunger. Briefe und Reportagen aus Irland während der Hungersnot 1847. Unrast-Verlag, Münster 1996, ISBN 3-928300-42-3.

### Zum Vulkanausbruch und dessen Folgen
- Gillen D’Arcy Wood: Vulkanwinter 1816. Die Welt im Schatten des Tambora. Aus dem Englischen von Hanne Henninger und Heike Rosbach. Theiss, Darmstadt am 15. Februar 2015.

## Rezension
Eine grandiose Sympathiekundgebung für den ewigen Kampf des Menschen um Brot, Freiheit und Menschenwürde.
W. Plomer